# Nördliches Bergspitzhörnchen
Das Nördliche Bergspitzhörnchen oder Mausspitzhörnchen (Dendrogale murina) kommt im mittleren und südlichen Vietnam, im östlichen Laos und in Kambodscha östlich des Mekong vor. Isolierte Populationen der Art gibt es in einem kleinen Gebiet im Norden von Vietnam nördlich von Hanoi und in der Küstenregion östlich der thailändischen Stadt Pattaya.

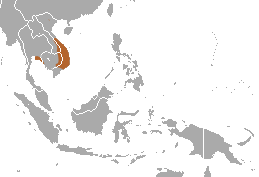
Das Verbreitungsgebiet des Nördlichen Bergtupajas

## Merkmale
Das Nördliche Bergspitzhörnchen ist mit einer Kopf-Rumpf-Länge von 11,5 bis 13 cm und einer Schwanzlänge von 10,1 bis 12,5 cm die kleinste Art der Spitzhörnchen. Die Ohren sind etwa 18 mm hoch und die Länge des Hinterfußes liegt bei 27 bis 30 mm. Über das Gewicht der Tiere liegen keine Daten vor. Die Rückenseite der Tiere ist dunkelbraun gefärbt, die Bauchseite beige bis hell orange. Das Gesicht ist dunkelbraun. Je ein rotbrauner Streifen verläuft oberhalb und unterhalb der Augen. Der Schwanz ist mit dicken, schwärzlichbraunen Haaren bedeckt.

## Lebensweise
Das Nördliche Bergspitzhörnchen lebt vor allem in immergrünen Regenwäldern, kommt jedoch auch in verschiedenen Mischwäldern, in Sekundärwäldern, Bambusdickichten ohne einer Baumkrone darüber und in der Vegetation entlang von Bachläufen inmitten felsiger Savannen von Meeresspiegelhöhe bis in Höhen von etwa 1500 Metern vor. Es ist scheu und wurde bisher nur tagsüber beobachtet, ob es auch zu anderen Zeiten aktiv ist, ist bisher nicht bekannt. Die Tiere leben auf kleinen Bäumen und in Sträuchern in Höhen von 30 cm bis 3 Metern über dem Erdboden und betreten diesen nur um zwischen verschiedenen Baumgruppen zu wechseln. Das Nördliche Bergspitzhörnchen ernährt sich vor allem von Insekten und verschiedenen Früchten. Bei einer Magenuntersuchung bei einem Exemplar fand man verschiedene Käfer. Über die Fortpflanzung der Tiere ist so gut wie nichts bekannt. In der Provinz Mondulkiri im Osten von Kambodscha und im Nationalpark Cát Tiên im Süden von Vietnam beobachtete man Paare der Tiere im April und Juni, was darauf hindeutet das ihre Paarungszeit möglicherweise in diesen Monaten liegt.

## Gefährdung
Das Nördliche Bergspitzhörnchen wird von der IUCN als ungefährdet (Least Concern) gelistet. In Teilen seines Verbreitungsgebietes wird es relativ häufig beobachtet in anderen ist es selten.